# エマニュエル・アギェマン＝バドゥ
エマニュエル・アギェマン＝バドゥ（Emmanuel Agyemang-Badu, 1990年12月2日 - ）は、ガーナ・ブロング＝アハフォ州ベレクム出身のサッカー選手。兄弟のナナ・アギェマン＝バドゥもサッカー選手でアサンテ・コトコSCでプレーしている。ポジションはミッドフィルダー。

## 経歴

### クラブ
地元のベルリンFCでキャリアを始め、ベレクム・アーセナルへ移籍し、2007年5月21日にガーナ・プレミアリーグのオールスターチームに選ばれた。

#### ベレクム.A＆レクレアティーボ
2008年7月11日、アサンテ・コトコSCへ1年間のレンタル移籍をすると、同年8月にはイングランドへ渡りミドルズブラFC、3ヶ月後にウルヴァーハンプトン・ワンダラーズFCのトライアルを受けた。
2009年4月16日、ベルリンFCから6ヶ月間の契約でレクレアティーボ・ウェルバへレンタル移籍をした。この移籍に関して、ロイターはベルリンFCの公式をソースとし、レンタル料3万ユーロ（4万USドル）で加入したと報じ、一方でAP通信は基本のローン期間は2009年夏の移籍市場が開始するまでで、さらにオプションで2012年6月30日まで契約出来ると報じた。2009年9月中にレクレアティーボとの契約は終わり、アサンテ・コトコへ戻っていった。

#### ウディネーゼ
2009年11月にBBCとSky Sportsは、2010年1月にセリエAのウディネーゼ・カルチョと契約を結ぶことを報じ、2010年1月28日にウディネーゼはベルリンFCから完全移籍で加入したことを公式発表した。2月12日のACミラン戦のためトップチームに初招集されるも試合に出場することはなく、暫く同様の状態が続いた後、3月28日のACFフィオレンティーナ戦（1-4）にパオロ・サンマルコと交代でデビューした。
2011-12シーズン開幕前にギョクハン・インレルがチームを去ったため、UEFAチャンピオンズリーグ 2011-12プレーオフのアーセナルFC戦で先発出場し、新たに導入された4-1-4-1及び4-4-1-1のフォーメーションで攻撃的MFのジャンピエロ・ピンツィと同胞のクワドォー・アサモアと共に中盤を支えた。

### 代表
ユース時代はU-20及びU-23でプレーした。2009年1月1日にアフリカユース選手権・ルワンダ大会に向け招集され、同年のエジプトで開催する2009 FIFA U-20ワールドカップにも出場した。この大会では、2009年10月16日に行われたブラジルとの決勝戦のPK戦で試合を終わらせる最後のPKを決め、ガーナ史上にしてアフリカの国として初優勝をした。
A代表としては、2008年5月22日に初招集され、6月8日のレソト戦で初出場を記録。2009年のアフリカネイションズチャンピオンシップ・コートジボワール大会のメンバーに選出。2011年6月のコンゴ共和国戦で初得点を決めた。
アフリカネイションズカップ2012のギニア戦での得点が評価され、同年のFIFAプスカシュ賞の候補に選出された。

## 代表歴

### 出場大会
- ガーナ代表
  - 2014 FIFAワールドカップ

### 試合数
- 国際Aマッチ 79試合 11得点（2008年-2017年）[22]

| ガーナ代表 | 国際Aマッチ | 国際Aマッチ |
| 年         | 出場        | 得点        |
| ---------- | ----------- | ----------- |
| 2008       | 3           | 0           |
| 2009       | 3           | 0           |
| 2010       | 11          | 0           |
| 2011       | 10          | 3           |
| 2012       | 6           | 1           |
| 2013       | 14          | 3           |
| 2014       | 9           | 3           |
| 2015       | 11          | 1           |
| 2016       | 7           | 0           |
| 2017       | 5           | 0           |
| 通算       | 79          | 11          |